# Don Leo Jonathan
Don Leo Jonathan, all'anagrafe Donald Heaton (Hurricane, 29 aprile 1931 – Langley, 13 ottobre 2018), è stato un wrestler statunitense.

## Carriera nel wrestling
Jonathan, soprannominato "il gigante mormone" era un wrestler di seconda generazione (suo padre era Brother Jonathan), fece il suo debutto dopo la seconda guerra mondiale. Nel corso della sua carriera combatté in Giappone, in Europa, in Africa Meridionale e in Australia, ma soprattutto in Canada e in America. Vinse il suo primo titolo a Montreal, dove conquistò l'International Wrestling Association (IWA) Intercontinental Championchip, e poi lo riconquistò anche una seconda volta. Uscendo dal Canada, Leo ebbe più successo a Toronto, nella National Wrestling Alliance (NWA), affiliata alla Maple Leaf Wrestling.
Jonathan tornò in Canada nel 1960 e si stabilì nel sobborgo di Vancouver di Langley, dove inizio a frequentare la NWA All Star Wrestling, federazione nella quale vinse 5 volte il Pacific Coast Heavyweight Championship tra il 1970 e il 1977, l'NWA World Tag Team Title (con Dominic DeNucci) nel 1966, e il record di 18 Canadian Tag Team Title tra il 1964 e il 1978, oltre che a una sfida per il NWA World Heaviweig Championship contro Kiniski, Dory Funk Jr. e Jack Brisco; ebbe delle faide con Kiniski e con Dutch Savage, ma allo stesso tempo fecero squadra (tag team). Il 31 maggio 1972 in quello che venne annunciato come il "match del secolo", Jonathan sconfisse Le Géant Jean Ferré (André the Giant) per squalifica. Il 7 settembre 1972 in un match che fu annunciato come la "Battaglia dei Giganti" Jonathan ebbe un rematch contro André, questa volta perdendo per squalifica. Nel 1973 lottò nella WWWF e affrontò (perdendo) Pedro Morales per il titolo dei pesi massimi. Dopo la sua carriera apparve nel film Taverna Paradiso di e con Sylvester Stallone, dove ha la parte di un wrestler. Combatté il suo ultimo match insieme ad Andrè the Giant & Roddy Piper sconfiggendo The Sheepherders & Buddy Rose a Vancouver il 10 marzo 1980, poi si ritirò dal ring. Il 5 novembre 2005 apparve a un evento nel Surrey, Columbia Britannica, e venne presentato dalla Top Ranked Wrestling, onorato per i suoi contributi allo sport. Il 20 maggio 2006, è stato inserito nella Professional Wrestling Hall of Fame ad Amsterdam, New York. A partire dal 2011, Don Leo Jonathan continua a rappresentare lo sport che ama, e fa delle apparizioni di volta in volta su Cloverleaf Radio, un Blog Talk Radio Show che parla di wrestling.

## Vita privata
Jonathan era nato a Hurricane, ha giocato a calcio nel suo liceo e ha imparato le arti marziali. Prima di entrare nel mondo del wrestling, Jonathan era un marinaio nella Marina degli Stati Uniti. Ha vissuto a Vancouver, (Columbia Britannica) dal 1963. Era sposato con una donna di nome Rose. Dopo il ritiro dal wrestling professionale, ha perseguito una carriera di inventore e di esploratore subacqueo. Era sopravvissuto a un cancro alla vescica.

## Titoli e riconoscimenti
Alex Turk Promotions
- NWA International Tag Team Championship (Winnipeg version) (2) – con Whipper Billy Watson e Jim Hady

Catch Wrestling Association
- CWA World Heavyweight Championship (1)

Cauliflower Alley Club
- Iron Mike Mazurki Award (2007)

European Wrestling Union
- EWU World Super Heavyweight Championship (1)

Grand Prix Wrestling
- GPW Heavyweight Championship (1)

International Wrestling Association (Montreal)
- IWA World Heavyweight Championship (2)

Maple Leaf Wrestling
- NWA Canadian Open Tag Team Championship (1) – con Gene Kiniski

Midwest Wrestling Association (Ohio)
- MWA American Tag Team Championship (1) – con Ray Stern

NWA All-Star Wrestling
- NWA Canadian Tag Team Championship (Vancouver version) (18) – con Kinji Shibuya (1), Roy McClarty (1), Gene Kiniski (1), Jim Hady (1), Haystacks Calhoun (2), Dominic DeNucci (1), Rocky Johnson (1), Sky-Hi Jones (1), Paddy Barrett (1), Johnny Kostas (1), John Tolos (1), Duncan McTavish (1), Steven Little Bear (1), Jimmy Snuka (1), John Anson (1), Dutch Savage (1), & John Quinn (1)
- NWA Pacific Coast Heavyweight Championship (Vancouver version) (5)
- NWA World Tag Team Championship (Vancouver version) (1) – con Dominic DeNucci

Omaha, Nebraska
- World Heavyweight Championship (Omaha version) (3)

Professional Wrestling Hall of Fame and Museum
- Television Era (2006)

Southwest Sports, Inc.
- NWA Brass Knuckles Championship (Texas version) (1)
- NWA Texas Heavyweight Championship (2)

Stampede Wrestling
- Stampede Wrestling International Tag Team Championship (2)
- Stampede Wrestling Hall of Fame

World Championship Wrestling (Australia)
- IWA World Tag Team Championship (2) – con Antonio Pugliese

Worldwide Wrestling Associates
- WWA International Television Tag Team Championship (2) – con Fred Blassie (1) & Lord Leslie Carlton (1)

Wrestling Observer Newsletter Awards
- Wrestling Observer Newsletter Hall of Fame (Classe 1996)